# جوزيف زيمارمان
جوزيف زيمارمان (بالإنجليزية: Joseph Zimmermann)‏ هو مخترِع أمريكي، ولد في 1912، وتوفي في 31 مارس 2004.